# Marathon

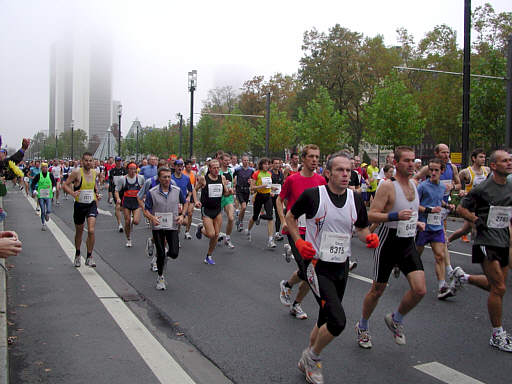
Một cuộc đua Marathon tại Frankfurt, Đức

Marathon (phát âm tiếng Việt: ma-ra-tông) là một cuộc đua chạy bộ đường trường với chiều dài chính thức là 42,195 km. Sự kiện này được đặt theo một câu chuyện ngụ ngôn về một chiến binh Hy Lạp tên là Pheidippides, một người đưa thư đã chạy từ nơi diễn ra trận chiến Marathon tới thành Athena. Tính chính xác về lịch sử của nhân vật này vẫn còn gây tranh cãi đặc biệt bởi nó trái ngược với bộ sử "Historiai" của nhà sử học Herodotos thời Hy Lạp cổ đại.
Marathon là sự kiện đầu tiên của Olympic hiện đại năm 1896, nhưng đến tận năm 1921 thì chiều dài của cuộc đua mới được tiêu chuẩn hóa. Hiện nay có hơn 800 vận động viên marathon tranh tài hàng năm trên khắp thế giới, phần lớn người tham dự là những vận động viên nghiệp dư hoặc những người bình thường tham gia với mục đích giải trí. Những cuộc đua marathon lớn hơn có thể có hàng nghìn người tham dự.

### Nguồn gốc

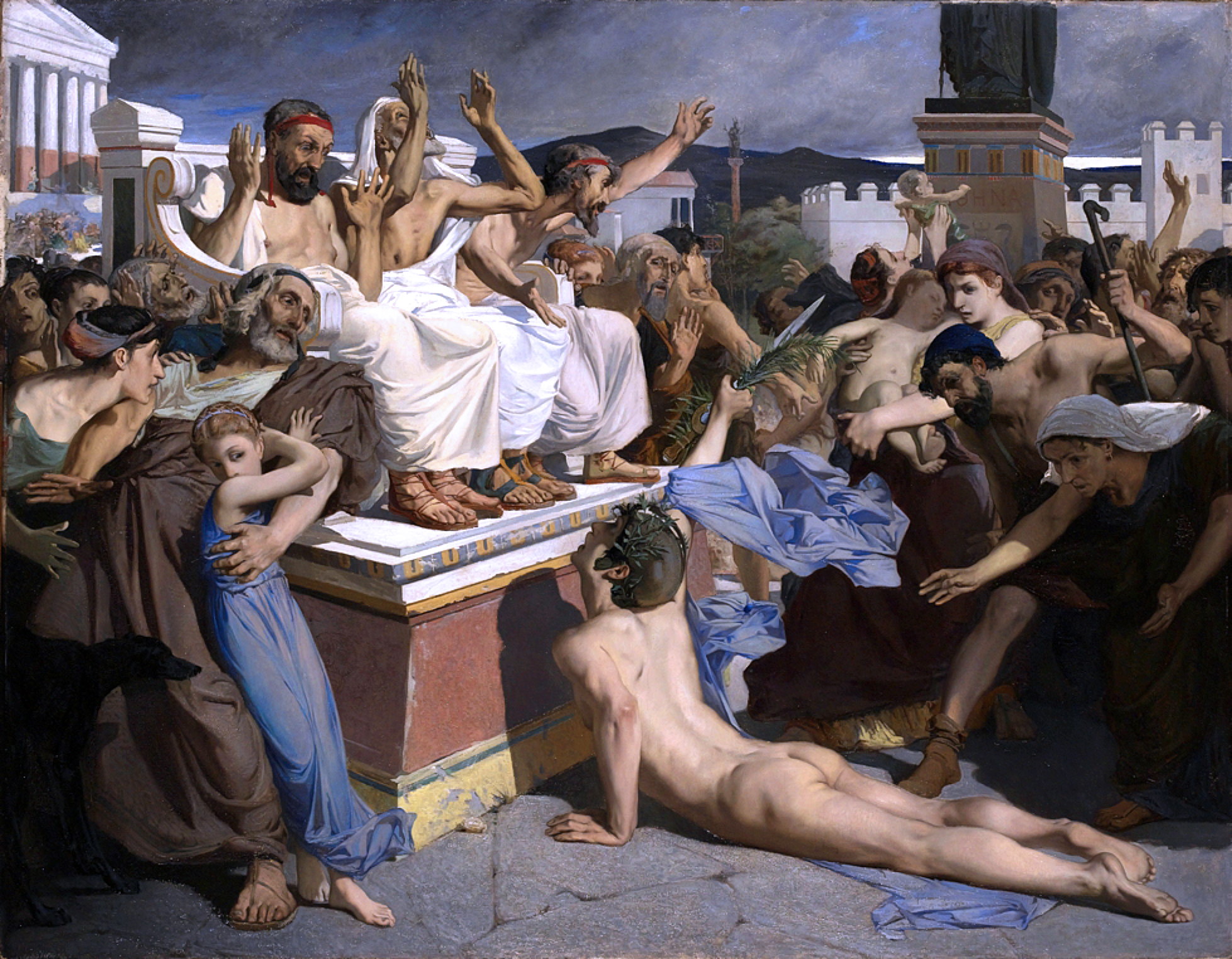
Tranh của Luc-Olivier Merson vẽ năm 1869 mô tả người đưa tin chạy về Athens để thông báo chiến thắng tại trận Marathon với người dân thành Athens

## Lịch sử